# Anarpia iranella
Anarpia iranella là một loài bướm đêm trong họ Crambidae.